# La Boissière-sur-Èvre
La Boissière-sur-Èvre és un municipi francès situat al departament de Maine i Loira i a la regió de País del Loira. L'any 2007 tenia 399 habitants.

## Demografia

### Població
El 2007 la població de fet de La Boissière-sur-Èvre era de 399 persones. Hi havia 152 famílies de les quals 38 eren unipersonals (21 homes vivint sols i 17 dones vivint soles), 55 parelles sense fills, 46 parelles amb fills i 13 famílies monoparentals amb fills.
La població ha evolucionat segons el següent gràfic:
Habitants censats

### Habitatges
El 2007 hi havia 178 habitatges, 156 eren l'habitatge principal de la família, 9 eren segones residències i 13 estaven desocupats. 174 eren cases i 3 eren apartaments. Dels 156 habitatges principals, 130 estaven ocupats pels seus propietaris i 26 estaven llogats i ocupats pels llogaters; 8 tenien dues cambres, 26 en tenien tres, 48 en tenien quatre i 73 en tenien cinc o més. 130 habitatges disposaven pel capbaix d'una plaça de pàrquing. A 67 habitatges hi havia un automòbil i a 82 n'hi havia dos o més.

### Piràmide de població
La piràmide de població per edats i sexe el 2009 era:
| Homes | Edats   | Dones |
| ----- | ------- | ----- |
| 0     | 95 o +  | 0     |
| 0     | 90 a 94 | 0     |
| 0     | 85 a 89 | 4     |
| 4     | 80 a 84 | 0     |
| 12    | 75 a 79 | 8     |
| 4     | 70 a 74 | 12    |
| 8     | 65 a 69 | 12    |
| 4     | 60 a 64 | 8     |
| 8     | 55 a 59 | 0     |
| 12    | 50 a 54 | 16    |
| 4     | 45 a 49 | 8     |
| 24    | 40 a 44 | 12    |
| 28    | 35 a 39 | 20    |
| 12    | 30 a 34 | 16    |
| 12    | 25 a 29 | 8     |
| 4     | 20 a 24 | 8     |
| 20    | 15 a 19 | 24    |
| 28    | 10 a 14 | 12    |
| 0     | 5 a 9   | 12    |
| 4     | 0 a 4   | 16    |

## Economia
El 2007 la població en edat de treballar era de 252 persones, 205 eren actives i 47 eren inactives. De les 205 persones actives 184 estaven ocupades (111 homes i 73 dones) i 21 estaven aturades (7 homes i 14 dones). De les 47 persones inactives 16 estaven jubilades, 17 estaven estudiant i 14 estaven classificades com a «altres inactius».

### Ingressos
El 2009 a La Boissière-sur-Èvre hi havia 171 unitats fiscals que integraven 413 persones, la mediana anual d'ingressos fiscals per persona era de 16.505 €.

### Activitats econòmiques
Dels 10 establiments que hi havia el 2007, 1 era d'una empresa de fabricació d'altres productes industrials, 4 d'empreses de construcció, 2 d'empreses d'hostatgeria i restauració, 2 d'empreses de serveis i 1 d'una empresa classificada com a «altres activitats de serveis».
Dels 3 establiments de servei als particulars que hi havia el 2009, 2 eren fusteries i 1 lampisteria.
L'any 2000 a La Boissière-sur-Èvre hi havia 17 explotacions agrícoles que ocupaven un total de 120 hectàrees.

## Equipaments sanitaris i escolars
El 2009 hi havia una escola elemental.

## Poblacions més properes
El següent diagrama mostra les poblacions més properes.